# David J. Lake
David John Lake (geboren am 26. März 1929 in Bangalore, Indien; gestorben am 31. Januar 2016 in Brisbane, Australien) war ein australischer Science-Fiction-Autor.

## Leben
Lake wurde als Sohn britischer Eltern in Indien geboren. Er besuchte 1940 bis 1944 die jesuitische St. Xavier's School in Kalkutta, danach die Dauntsey’s School in Wiltshire. Von 1948 bis 1949 diente er in der Royal Artillery. Anschließend studierte er am Trinity College in Cambridge, wo er 1956 mit dem Master abschloss.
Er unterrichtete von 1953 an der Sherrardswood School in Welwyn Garden City in Hertfordshire, dann ab 1958 an der St. Albans Boys Grammar School in Hertfordshire. Von 1959 bis 1961 war er Englischdozent an der Universität Saigon, und anschließend arbeitete er für die thailändische Regierung in Bangkok. 1963 und 1964 unterrichtete er am Chiswick Polytechnic in London. 1965 erhielt er am University College of North Wales in Bangor ein Diplom in Linguistik. Von 1965 bis 1967 war er Dozent an der Jadavpur University in Kalkutta. Ab 1967 unterrichtete er an der University of Queensland in Brisbane, wo er 1974 promovierte. 1975 wurde er australischer Staatsbürger. Seit 1977 war er Professor für Englisch an der University of Queensland.
1964 hatte er Marguerite Ivy Ferris geheiratet und hatte mit ihr eine Tochter.

## Werk
Lake begann seine schriftstellerische Laufbahn als Literaturkritiker und Lyriker. Ab Anfang der 1970er Jahre veröffentlichte er Gedichte in diversen Zeitschriften wie Westerly, Southerly und Makar. 1973 erschien der Gedichtband Hornpipes and Funerals. 1976 dann veröffentlichte er den Science-Fiction-Roman Walkers on the Sky, für den er mit dem Ditmar Award ausgezeichnet wurde. Walkers on the Sky ist der erste Band eines lose verbundenen Zyklus von sechs Romanen, die in einer fernen Zukunft angesiedelt sind, in der die Erde nach einem IV. Weltkrieg zerstört ist und menschliche Kolonisten auf fernen Welten sich mit fremdartigen Intelligenzen und Ökologien auseinandersetzen müssen. Teilweise setzt er sich hier kritisch mit Edgar Rice Burroughs Barsoom-Geschichten auseinander.
Als Vorbilder benennt Lake H. G. Wells und C. S. Lewis. Er schreibt:

„I follow Wells and Lewis in writing SF that deliberately borders on fantasy. Elves may appear wearing spacesuits. […] I am also strongly influenced by my early background as a child in India under the old British Raj. I know how it feels to be an invader in a vast, different culture. Most aliens in my novels are versions of Asians.“

„Ich folge Wells und Lewis, indem ich SF schreibe, die bewusst an Fantasy grenzt. Man kann darin Elfen in Raumanzügen begegnen. […] Ein starker Einfluss ist auch meine frühe Kindheit in Indien zur Zeit des britischen Raj. Ich weiß, wie man sich als Eindringling gegenüber einer großen und fremdartigen Kultur fühlt. Die meisten Aliens in meinen Romanen haben asiatische Vorbilder.“

## Auszeichnungen
- 1977: Ditmar Award für den Roman Walkers on the Sky
- 1982: Ditmar Award für die Erzählung The Man Who Loved Morlocks
- 1999: Aurealis Award für die Kurzgeschichte The Truth About Weena
- 1999: Ditmar Award für die Kurzgeschichte The Truth About Weena

## Bibliografie
Breakout (Romanserie)
- 1 Walkers on the Sky (1976)
- 2 The Right Hand of Dextra (1977)
- 3 The Wildings of Westron (1977)
- 4 The Gods of Xuma or Barsoom Revisited (1978)
- 5 Warlords of Xuma (1983)
- 6 The Fourth Hemisphere (1980)

Romane
- The Man Who Loved Morlocks (1981)
- Ring of Truth (1982)
- The Changelings of Chaan (1985)
- West of the Moon (1988)

Lyrik
- The Portnoyad (1970)
- Hornpipes and Funerals (1973)

Sachliteratur
- John Milton: Paradise Lost (1967)
- Greek Tragedy (1969)
- Style and Meaning (1971)
- The Canon of Thomas Middleton's Plays: Internal Evidence for the Major Problems of Authorship (1975)
- Darwin and Doom: H.G.Wells and the Time Machine (1997)

Kurzgeschichten
- Creator (1978)
  - Deutsch: Wahr sind die Träume der Götter. In: Paul Collins, Peter Wilfert (Hrsg.): SF aus Australien. Goldmann Science Fiction #23410, 1982, ISBN 3-442-23410-7.
- Re-deem the Time (1978)
- What Is She? (1979)
- Who Killed Cock Robin? (1979)
- The Last Day of Christmas (1981)
  - Deutsch: Die letzten Tage von Weihnachten. In: Paul Collins, Peter Wilfert (Hrsg.): SF aus Australien. Goldmann Science Fiction #23410, 1982, ISBN 3-442-23410-7.
- Omphalos, a Dialogue (1983)
- The Pure Light of the Void (1983)
- The Truth About Weena (1998, Kurzgeschichte)